# Mouvement populaire d'Ukraine
Le Mouvement populaire d'Ukraine (en ukrainien : Народний Рух України - NRU) est un parti politique ukrainien de centre droit créé en 1990.
Il est connu sous le nom générique de Roukh (roukh signifiant « mouvement » en ukrainien) et qui est le nom d'autres mouvements politiques ukrainiens. C'est un parti de centre-droit nationaliste.

## Histoire
C'est le plus ancien parti ukrainien post-soviétique, créé en 1989, à l'époque où l'Union soviétique était en pleine Perestroïka, comme un mouvement citoyen avec pour objectif d'établir un État ukrainien indépendant et démocratique. Peu après, il se transforme en parti politique et joue un rôle déterminant lors du référendum national du 1er décembre 1991 qui confirme l'indépendance du pays. Lors de l'élection présidentielle qui se déroule ledit jour, son candidat Viatcheslav Tchornovil, le candidat du Roukh, obtient 24 % des suffrages. Il élabore sa vision de l'Ukraine dans un texte intitulé Un concept de construction d'un État. 
Après les élections à la Verkhovna Rada de 1994, le groupe du Roukh devient le second du parlement. Puis, lors des élections de 1998, il s'assure de 49 sièges de députés, toujours avec le second meilleur score. Peu après, Viatcheslav Tchornovil, le dirigeant historique du Roukh est tué dans un accident automobile aux circonstances douteuses. La présidence du Roukh est prise par Hennadiy Udovenko, un député et un diplomate qui avait été ministre des Affaires étrangères (1994-1998) ainsi que président de la 5e session de l'Assemblée générale des Nations unies.
En 1999, le parti dut faire face à une scission qui mena à la création d'un deuxième parti Roukh appelé ROUKH (Mouvement populaire ukrainien) qui devint en janvier 2003 le Parti populaire ukrainien (il est à noter aussi la création, le 25 novembre 2000, d'un Mouvement populaire ukrainien pour l'unité).
Le Roukh a ensuite soutenu en 2000, le gouvernement de Viktor Iouchtchenko pour finir par rejoindre le Bloc Viktor Iouchtchenko « Notre Ukraine ».
Lors du XIIIe congrès du parti, en mai 2003, Borys Tarassiouk, ministre des Affaires étrangères, a été élu président du mouvement.
Le XXIe congrès qui a eu lieu en décembre 2012 a élu comme président l'ancien maire de Lviv, Vassyl Kouybida.

## Résultats électoraux

### Élections présidentielles
| Année | Candidat             | Premier tour | Premier tour | Premier tour |
| Année | Candidat             | Voix         | %            | Rang         |
| ----- | -------------------- | ------------ | ------------ | ------------ |
| 1991  | Viacheslav Chornovil | 7 420 727    | 23,3         | 2e           |
| 1994  | Volodymyr Lanovyi    | 2 483 986    | 9,6          | 4e           |
| 1999  | Hennadiy Oudovenko   | 319 778      | 1,2          | 7e           |
| 2019  | Viktor Krivenko      | 9 243        | 0,04         | 27e          |

### Élections législatives
| Année | Coalition                                  | %     | Élus     | Rang | Gouvernement                                                                              |
| ----- | ------------------------------------------ | ----- | -------- | ---- | ----------------------------------------------------------------------------------------- |
| 1990  | Aucune                                     |       | 15 / 450 | 2e   | Opposition                                                                                |
| 1994  | Aucune                                     | 5,15  | 20 / 450 | 2e   | Opposition                                                                                |
| 1998  | Aucune                                     | 9,40  | 46 / 450 | 2e   | Soutien sans participation, Iouchtchenko (1999-2001)                                      |
| 2002  | Bloc Viktor Iouchtchenko « Notre Ukraine » | 23,57 | 18 / 450 | 1er  | Kinakh (2002), Ianoukovytch I (2002-2005), Tymochenko I (2005) et Iekhanourov (2005-2006) |
| 2006  | Bloc Notre Ukraine                         | 13,96 | 10 / 450 | 3e   | Ianoukovytch II                                                                           |
| 2007  | Bloc Notre Ukraine - Autodéfense populaire | 14,16 | 6 / 450  | 3e   | Tymochenko II (2007-2010), opposition (2010-2012)                                         |

### Élections locales
| Année | %    | Élus        | Rang |
| ----- | ---- | ----------- | ---- |
| 2020  | 0,48 | 202 / 42501 | 20e  |

## Sources
- Cet article est partiellement ou en totalité issu de l'article intitulé « Roukh » (voir la liste des auteurs).